# Puñeta (indumentaria)

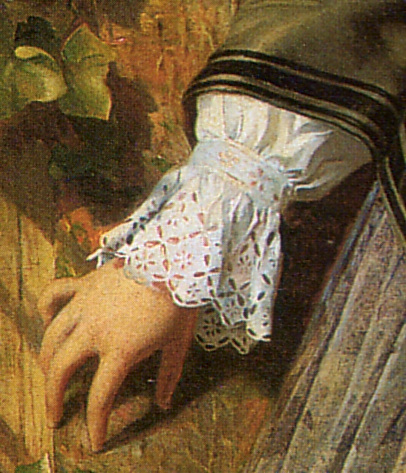
Puñeta.

Se llama puñeta al encaje o vuelillo de algunos puños. Especialmente las bocamangas bordadas de las togas.

## Uso en España
En España, son utilizadas como complemento de diversas vestimentas ceremoniales, tanto por parte de individuos pertenecientes al estamento clerical: diáconos, sacerdotes u obispos como del ámbito civil (magistrados, jueces, etc.) o académico, vgr. doctores, rectores y otras personalidades universitarias. Dentro de la indumentaria universitaria los colores de la puñeta variarán en función de la facultad o cargo del académico.